# Kataszyn
Kataszyn (ukr. Каташин) – wieś na Ukrainie, w obwodzie winnickim, w rejonie hajsyńskim, w hromadzie Czeczelnik. W 2001 liczyła 793 mieszkańców, spośród których 778 wskazało jako ojczysty język ukraiński, 11 rosyjski, 3 mołdawski, a 1 inny.